# Dracunculus medinensis
Dracunculus medinensis hay giun Guinea là một loài giun tròn gây ra bệnh dracunculiasis cũng được biết đến như bệnh giun Guinea. Căn bệnh này gây ra bởi Dracunculus medinensis cái lớn, chúng là một trong những loài giun tròn lớn nhất ký sinh ở người. Giun cái lớn hơn nhiều so với giun đực. Năm 2009, con giun cái dài nhất được ghi nhận dài 800 mm (31 in), trong khi giun đực dài nhất chỉ 40 mm (1,6 in). Tuy nhiên năm 2014, loài này hầu như đã bị diệt trừ hoàn toàn.

## Chương trình diệt trừ
Giun Guinea đã tồn tại hàng trăm ngàn, có thể hàng triệu, năm. Nhưng trong những năm 1980, một chương trình diệt trừ giun Guinea được bắt đầu. Chương trình bao gồm giáo dục người dân trong vùng rằng căn bệnh này gây ra bởi ấu trùng trong nước uống, cách ly và giúp đỡ người bệnh và điều quan trọng nhất là mở rộng việc dùng ống lọc và lưới lọc nước uống, giáo dục về tầm quan trọng của việc sử dụng chúng.
Vào năm 2014, căn bệnh này đã gần như đã được loại trừ, tại các quốc gia gồm Pakistan, Nigeria và ở hầu khắp Trung Phi căn bệnh đã bị xóa bỏ. Chỉ có 126 trường hợp còn lại, tất cả tại Nam Sudan.